# サイドワンダミー・レコード
サイドワンダミー・レコード (SideOneDummy Records) は、アメリカ合衆国カリフォルニア州ロサンゼルスに本拠を置くインディー・パンクレーベルである。サードウェーブ・スカからアイリッシュ・パンクまで多種多様なアーティストを輩出している。1995年、ジョー・シブ (Joe Sib) とビル・アームストロング (Bill Armstrong) によって設立される。1998年からワープド・ツアーのコンピレーションCDを毎年リリースし続けている。
日本ではウェーブマスターがライセンス契約を結んで、同社のレーベル「BULLION」からライセンス盤をリリースしている。

## 主なアーティスト

### 現在リリースのあるアーティスト
- アンタイ・フラッグ (Anti-Flag)
- ゴールドフィンガー (Goldfinger)

### かつてリリースのあったアーティスト
- 7セカンズ (7 Seconds)
- フロッギング・モリー (Flogging Molly)
- ザ・ガスライト・アンセム (The Gaslight Anthem)
- ゴーゴル・ボールデロ (Gogol Bordello)
- マイティ・マイティ・ボストーンズ (The Mighty Mighty Bosstones)
- MxPx
- スーサイド・マシーンズ (The Suicide Machines)